# Vehículo híbrido eléctrico enchufable
Un vehículo híbrido eléctrico enchufable (VHEE) o PHEV (del inglés plug-in hybrid electric vehicle), también, vehículo híbrido enchufable o PHV (del inglés plug-in hybrid vehicle), es un vehículo híbrido eléctrico cuyas baterías pueden ser recargadas enchufando el vehículo a una fuente externa de energía eléctrica. El vehículo híbrido enchufable comparte las características de un vehículo híbrido eléctrico tradicional y de un vehículo eléctrico, ya que está dotado de un motor de combustión interna, tanto de gasolina, Diésel o flex-fuel, además de un motor eléctrico acompañado de un paquete de baterías, pero con la diferencia que estas pueden recargarse enchufando el vehículo en el sistema de suministro eléctrico.

## Vehículos

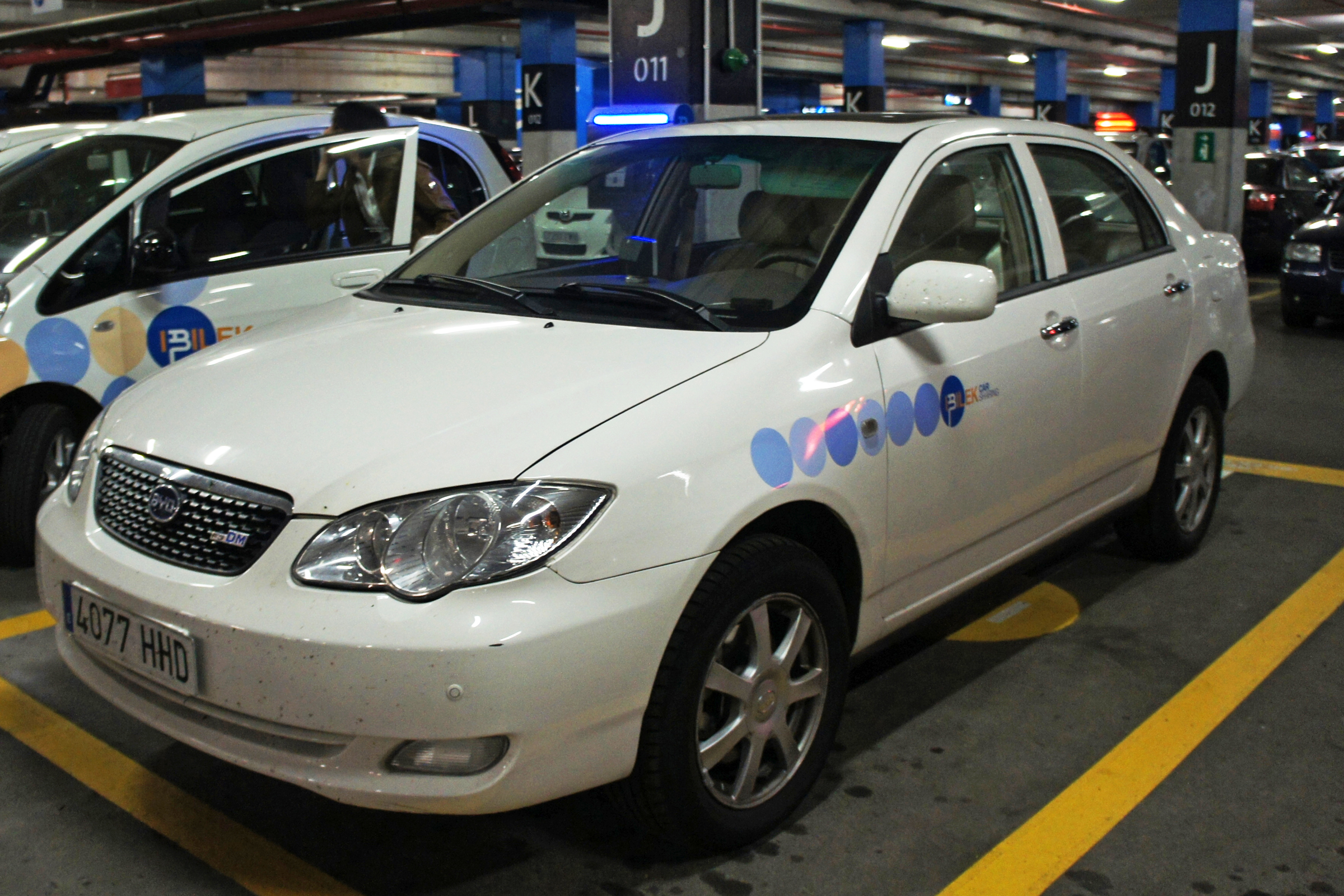
BYD F3DM en Bilbao en mayo de 2012.

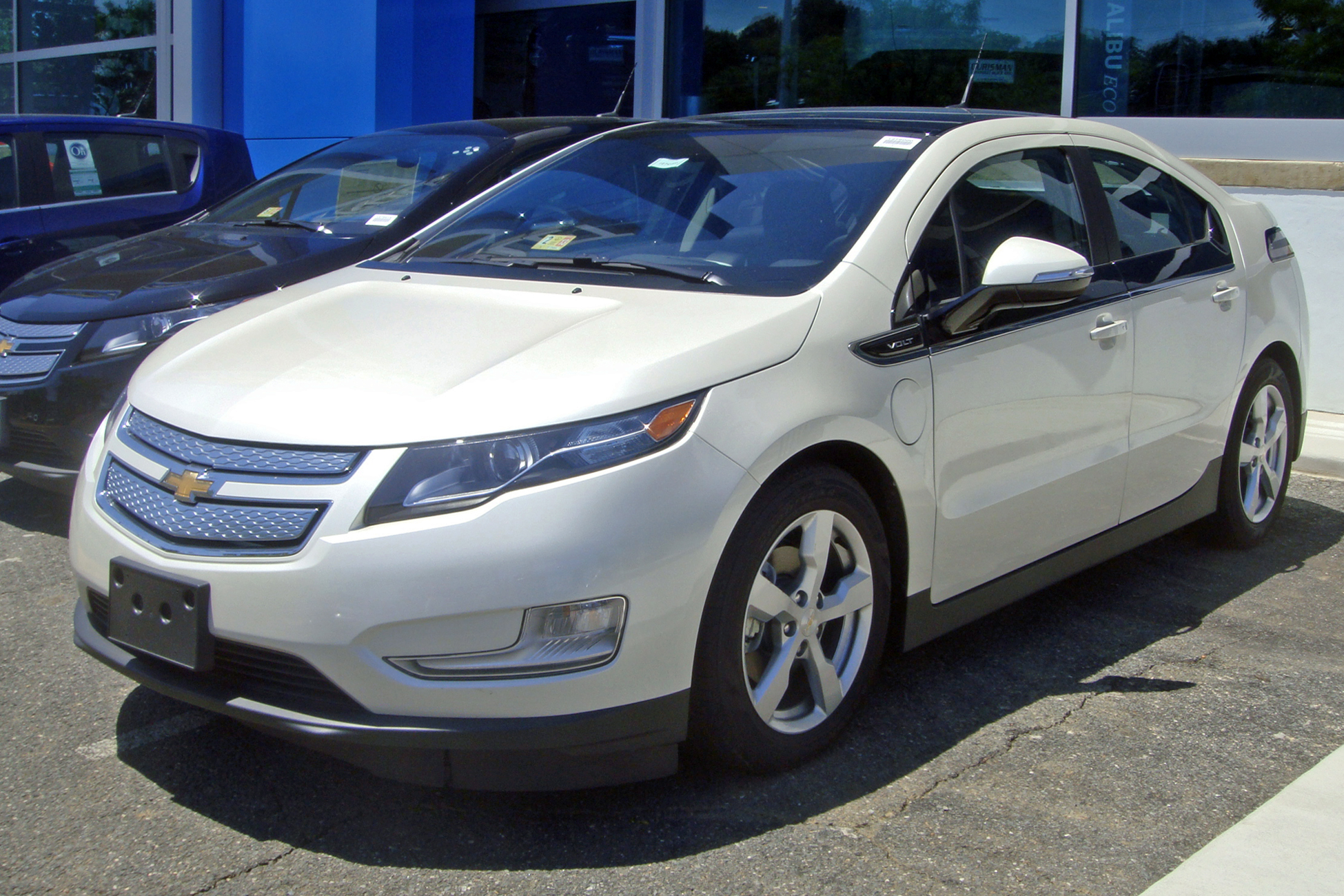
Chevrolet Volt de 2012.

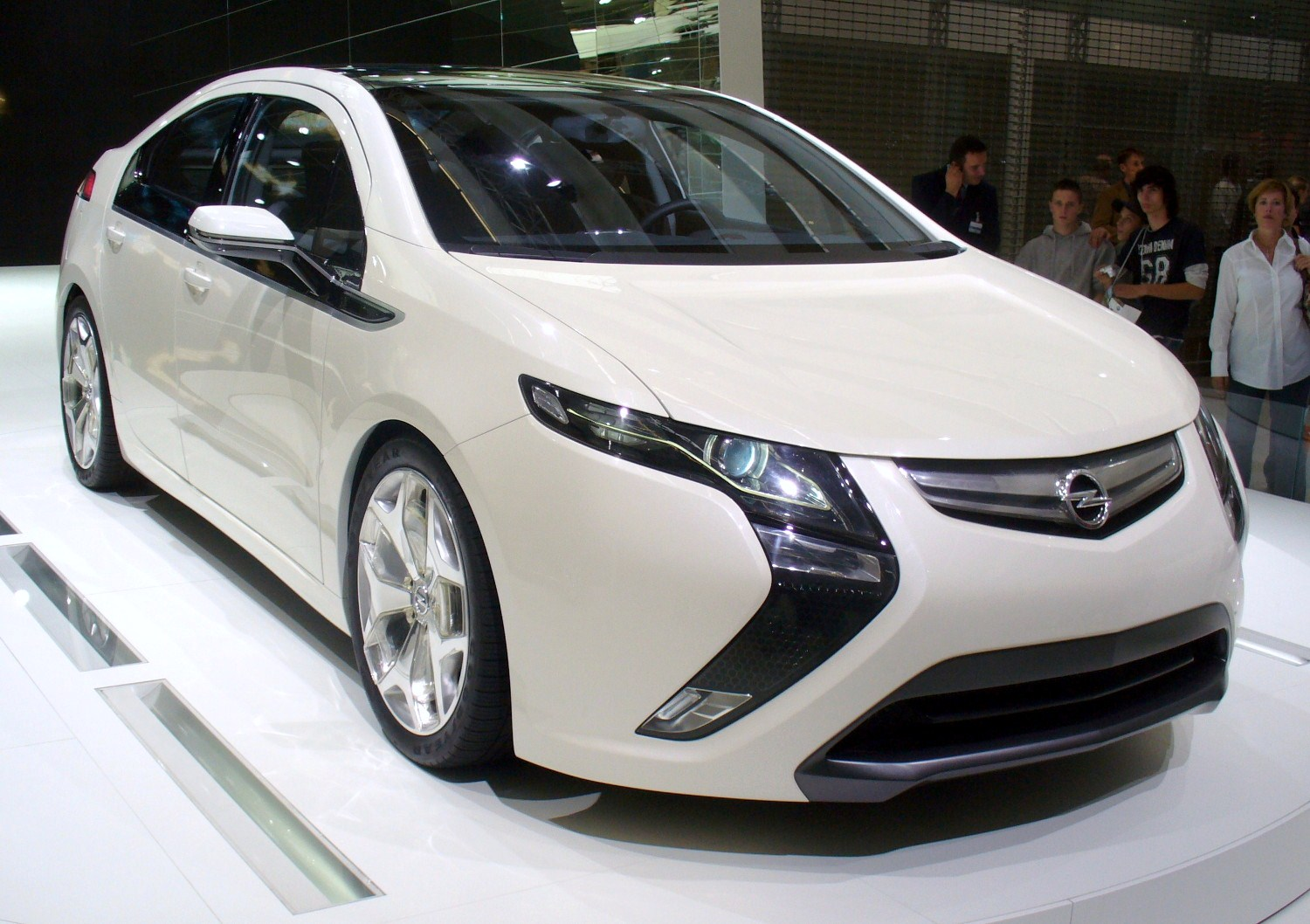
Opel Ampera.

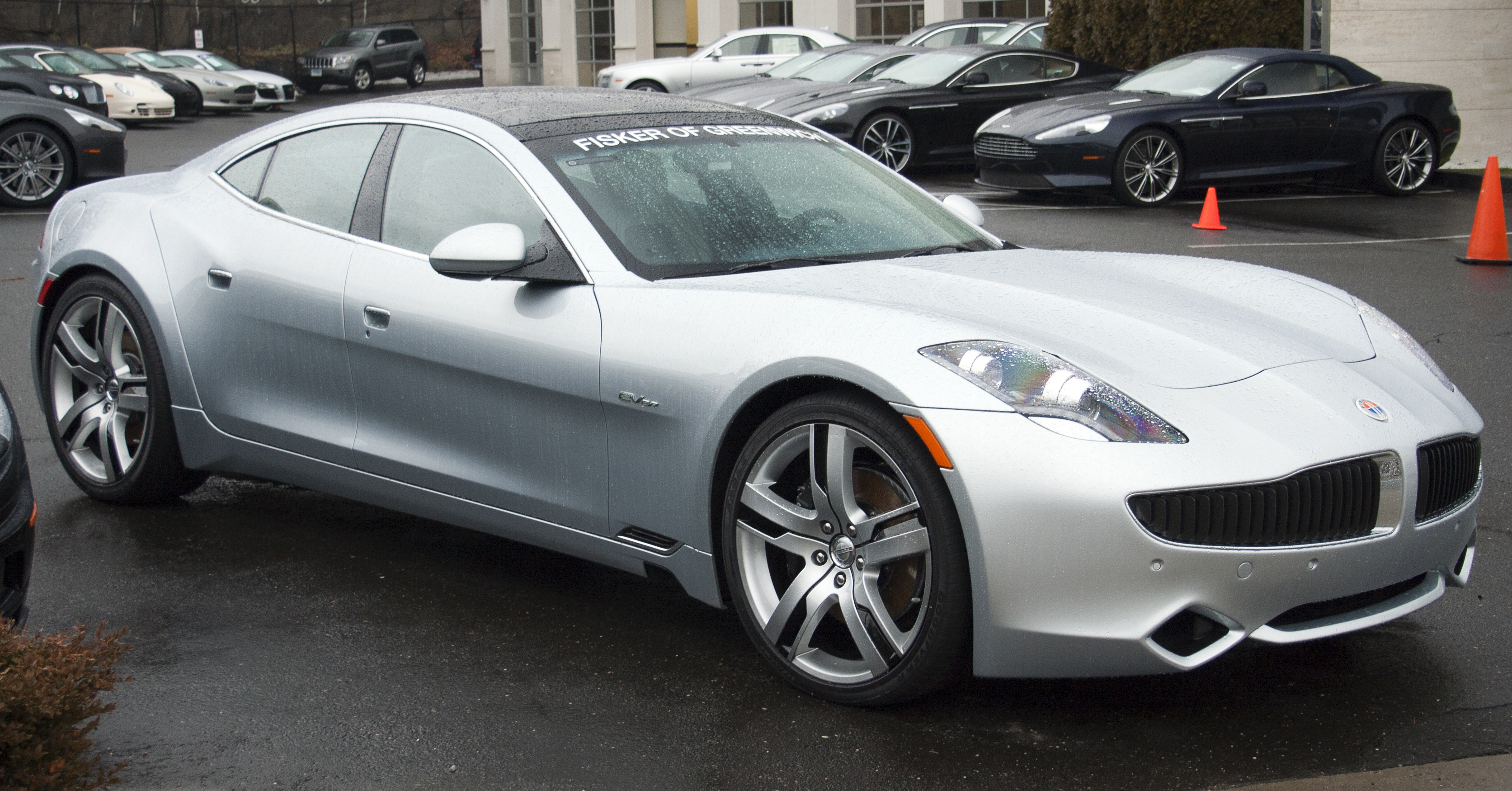
Fisker Karma.

El primer vehículo híbrido enchufable de producción comercial del mundo fue el sedán BYD F3DM PHEV-68, lanzado el 15 de diciembre de 2008 al mercado local únicamente para uso en flotas a un precio de 149 800 ¥ o US$22 000 (equivalente a $31 133 en 2023). General Motors inició entregas del Chevrolet Volt PHEV-35 en Estados Unidos en diciembre de 2010. Las entregas del Fisker Karma PHEV-32 comenzaron en Estados Unidos en noviembre de 2011. En 2012 fueron lanzados el Toyota Prius Plug-in en Japón, Estados Unidos y Europa; el Ford C-Max Energi en los Estados Unidos; y el Volvo V60 Plug-in Hybrid en Suecia. En 2013 se iniciaron las ventas del Mitsubishi Outlander PHEV en Japón y Europa, el BYD Qin en China, el McLaren P1 en Europa; y fueron lanzados en Estados Unidos el Honda Accord Plug-in Hybrid, el Ford Fusion Hybrid, el Porsche Panamera S E-Hybrid y el Cadillac ELR. Otros cuyo lanzamiento estaba programado entre 2014 y 2015 eran el Volkswagen XL1, Porsche 918 Spyder, Audi A3 Sportback e-tron, BMW i8, Volkswagen Golf GTE y el Mercedes-Benz S 500 Plug-in Hybrid.
Hasta 2010, la mayoría de los híbrido enchufables que circulaban en Estados Unidos eran conversiones de los modelos Toyota Prius o Ford Escape Hybrid, los cuales fueron modificados para utilizar baterías recargables y están dotados de un mayor número de baterías para extender el rango de operación en modo exclusivamente eléctrico. Varios países, incluyendo los Estados Unidos y varios países europeos, han aprobado leyes para facilitar la introducción de los vehículos híbridos enchufables, incluyendo créditos de impuestos, reglamentación sobre emisiones permitidas y financiamiento de investigación y desarrollo de baterías y otras tecnologías avanzadas. La familia Volt/Ampera es el vehículo híbrido eléctrico enchufable más vendido en el mundo, con más de 70 000 unidades vendidas en América del Norte y Europa hasta enero de 2014. Las ventas del Volt son lideradas por los Estados Unidos con 58 158 unidades vendidas hasta marzo de 2014.

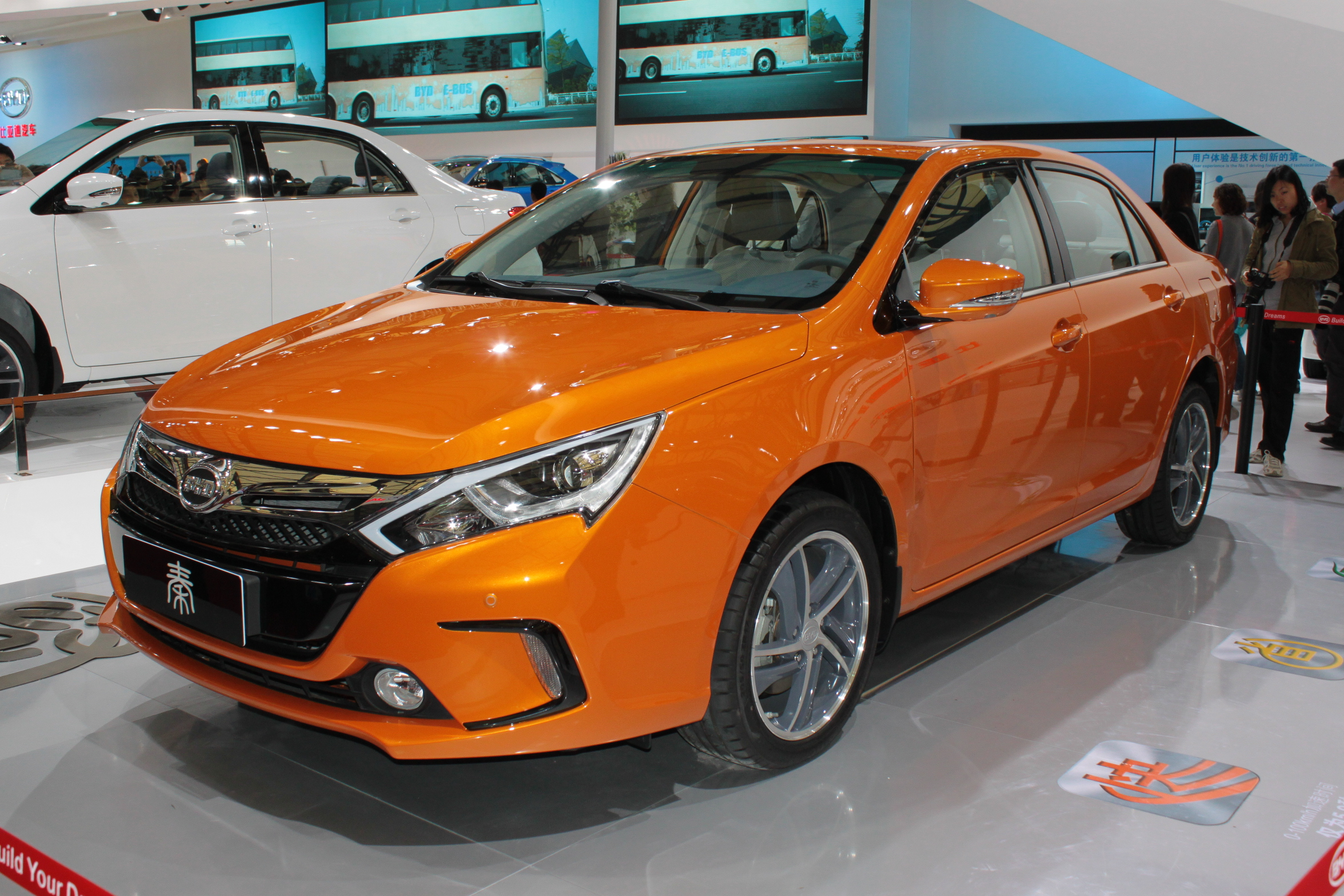
BYD Qin en el Salón del Automóvil de Shanghái de 2013.
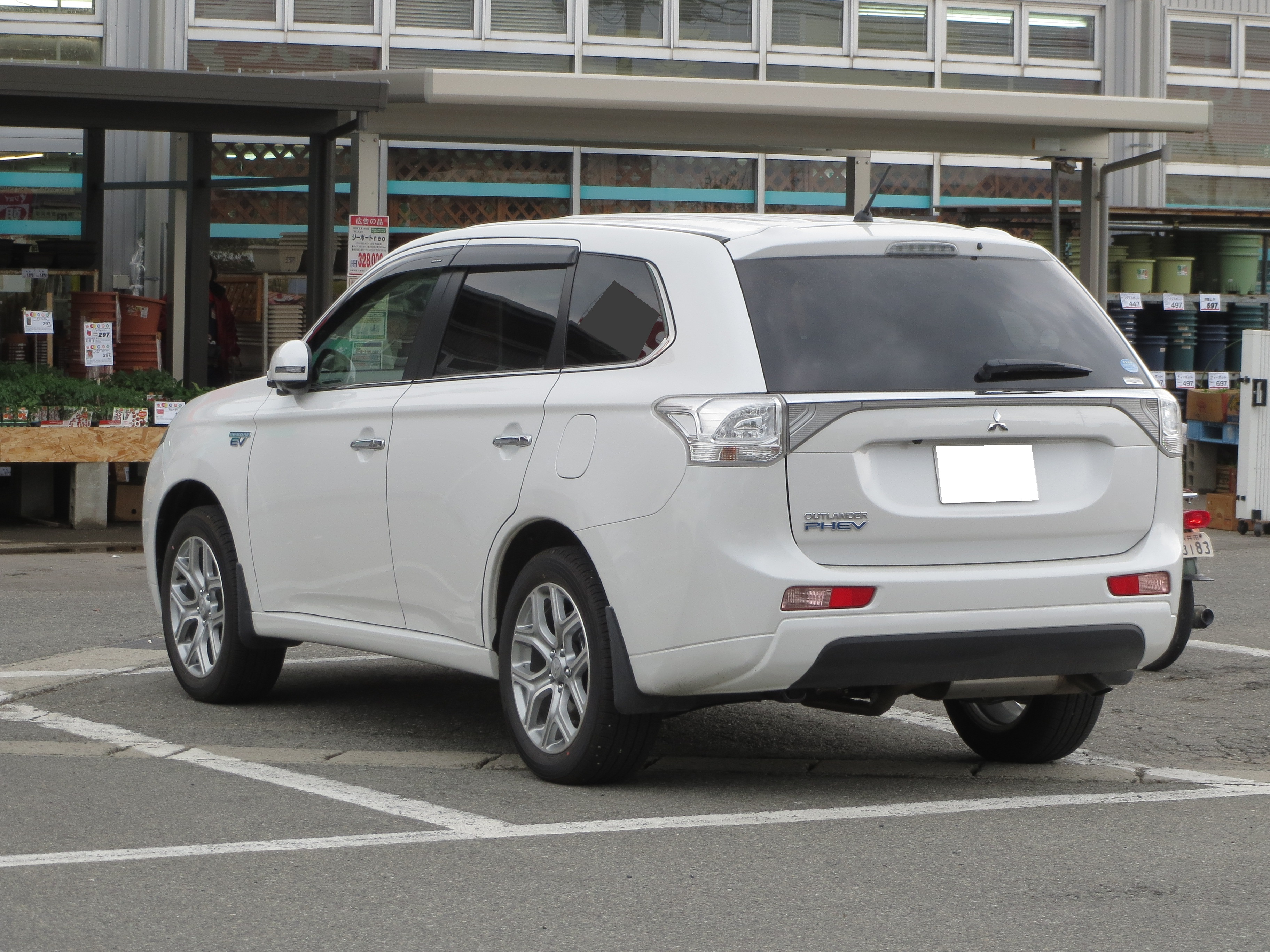
Vista trasera de la Mitsubishi Outlander PHEV.
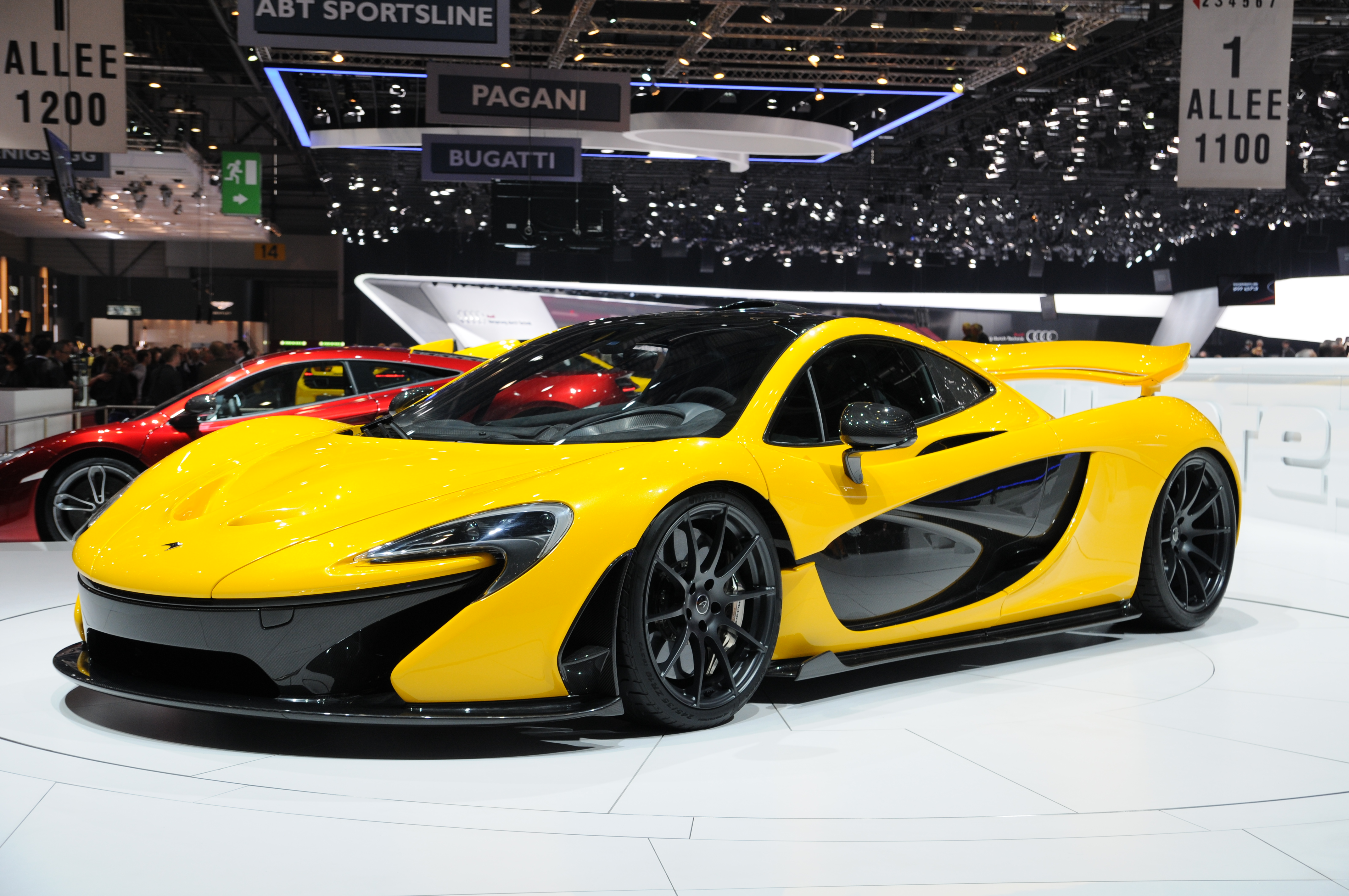
McLaren P1 en el Salón del Automóvil de Ginebra de 2013.
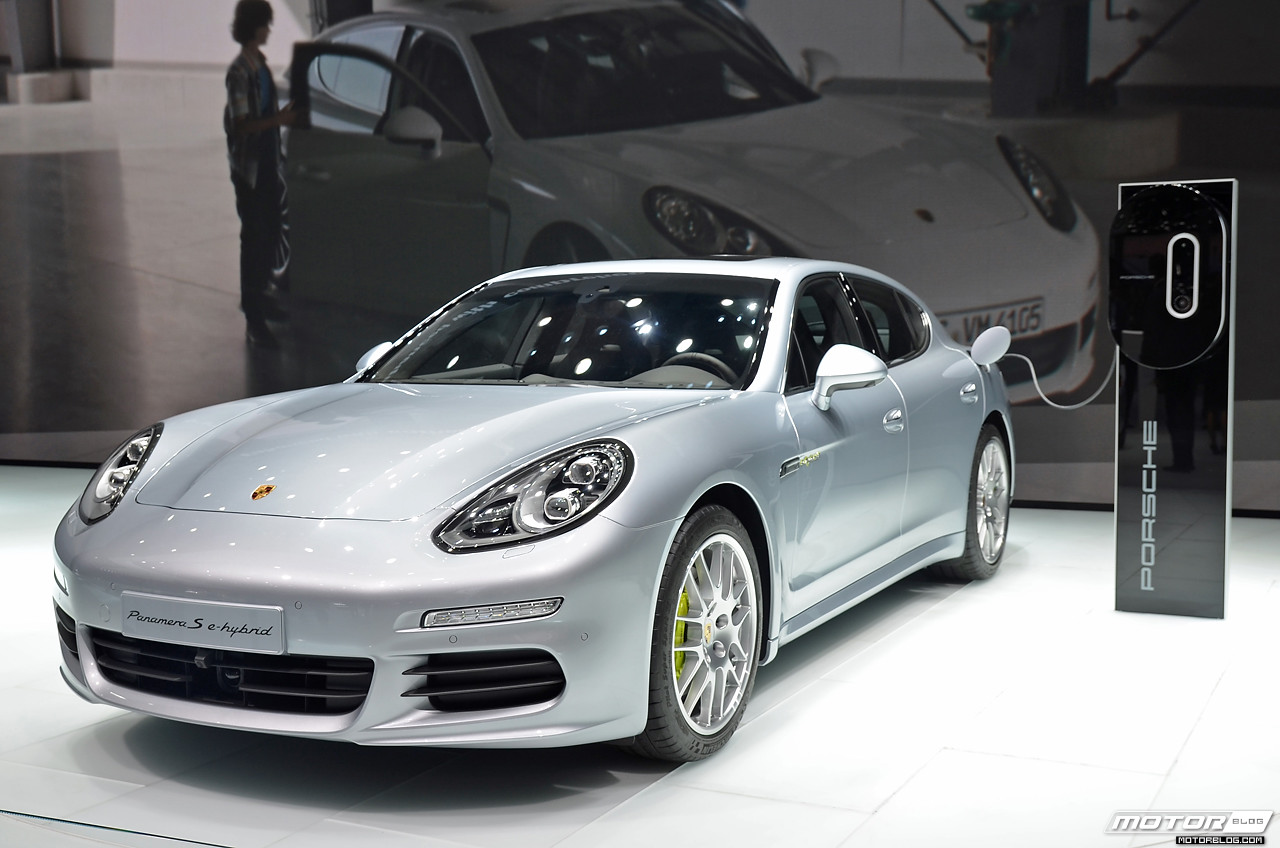
Porsche Panamera S e-hybrid en el Salón del Automóvil de Fráncfort de 2013.
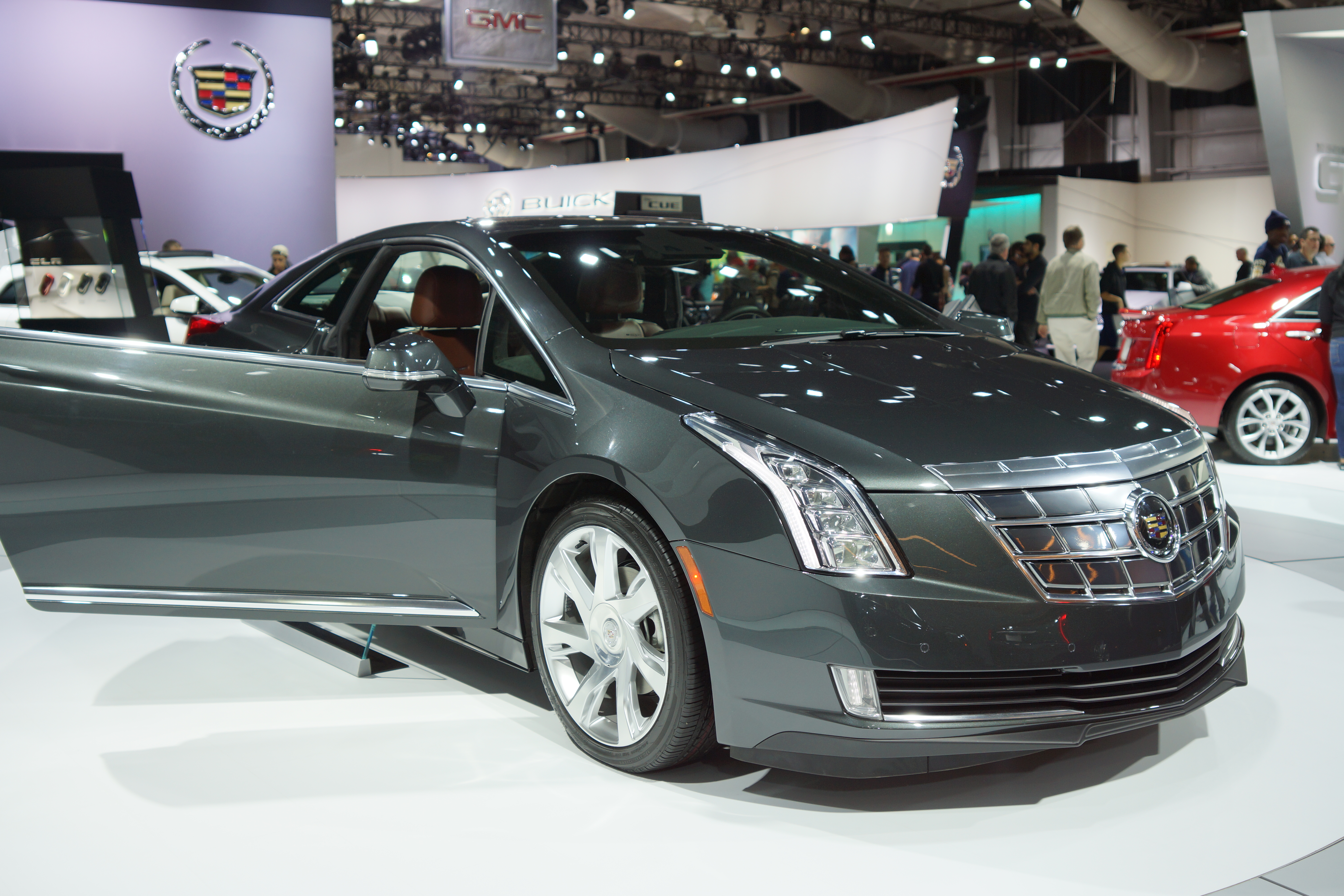
Cadillac ELR en el Salón del Automóvil de Nueva York de 2013.
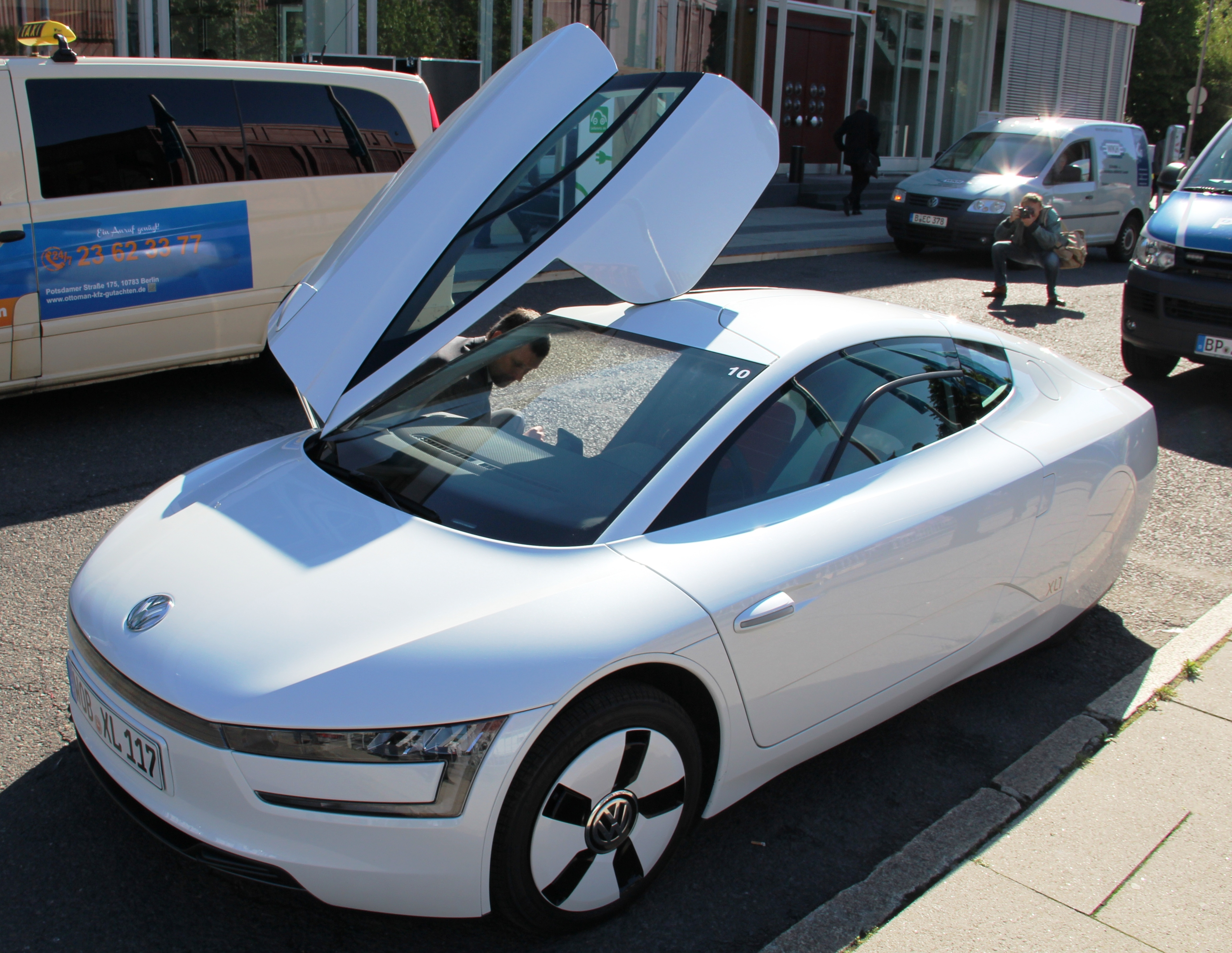
Volkswagen XL1.
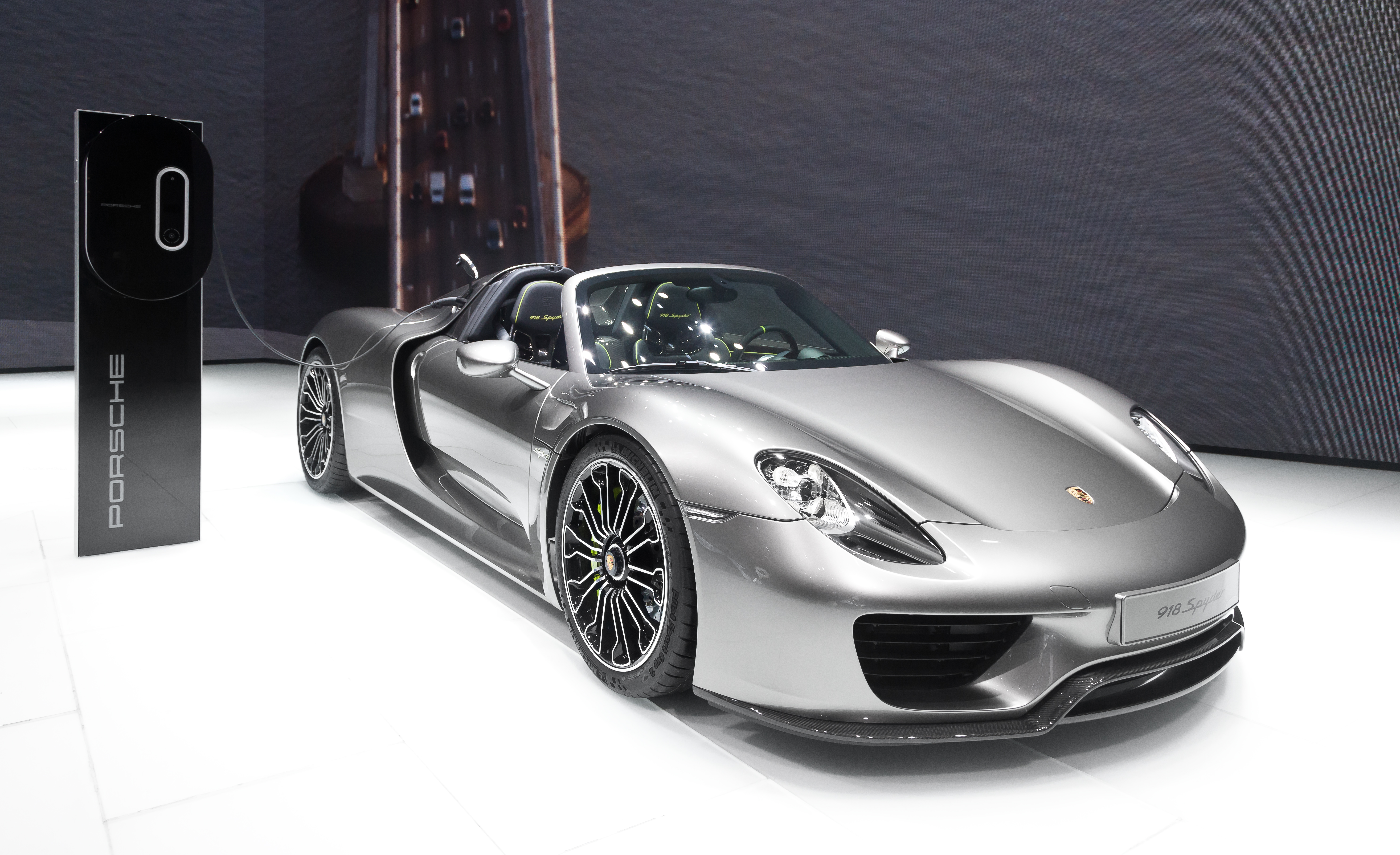
Porsche 918 Spyder en el Salón del automóvil de Fráncfort de 2013.
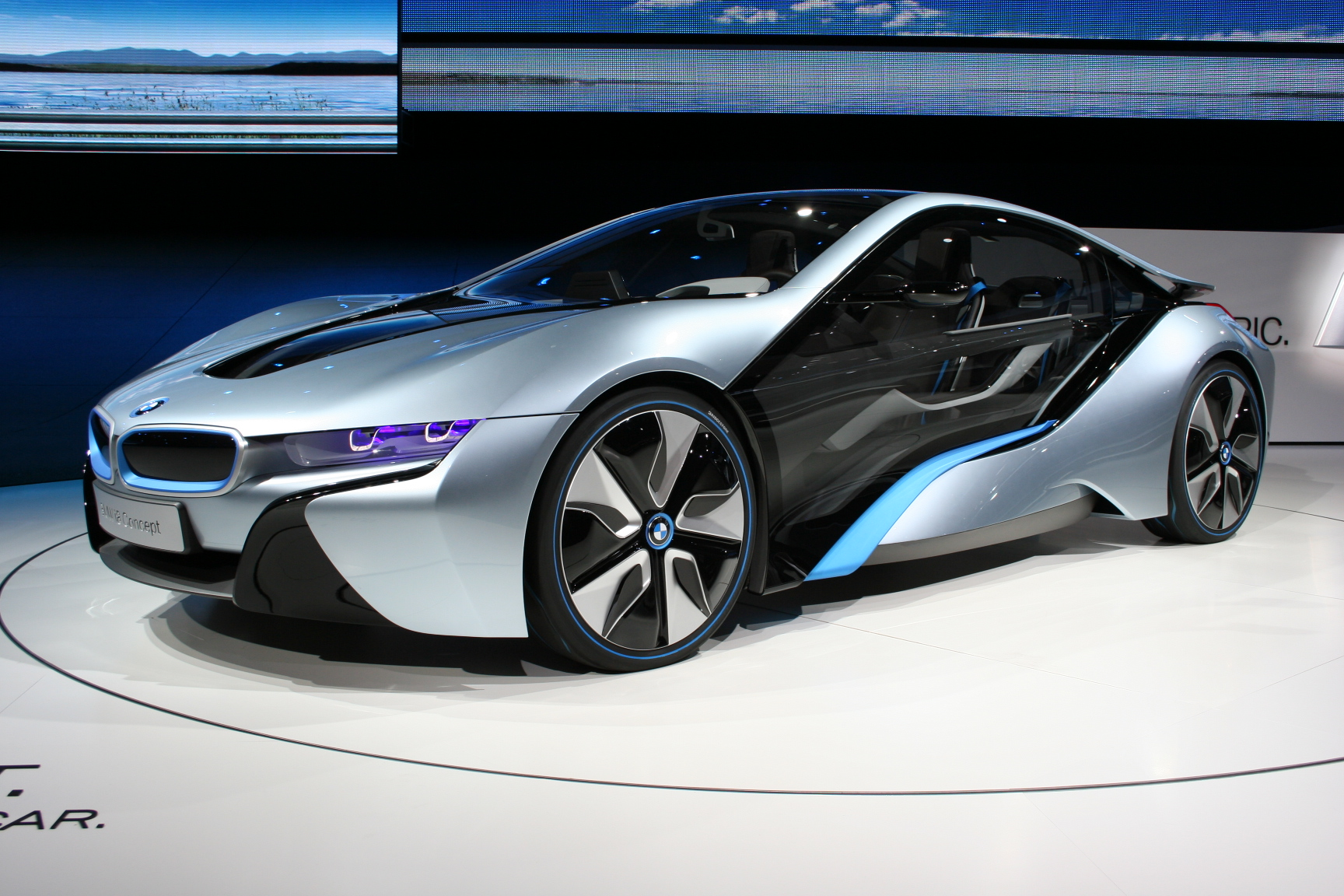
BMW i8 Concept en el Salón del Automóvil de Fráncfort.
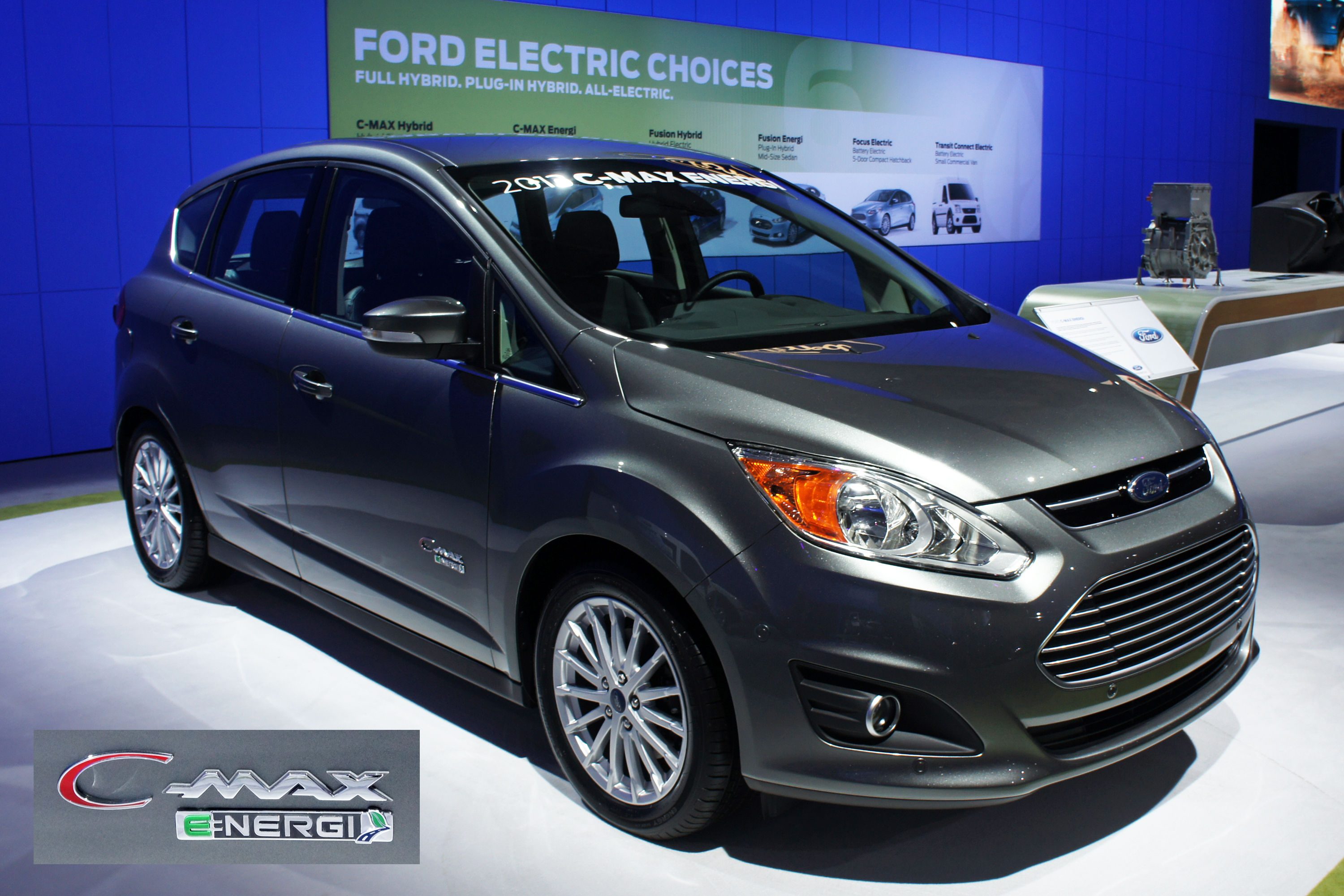
Ford C-Max Energi con emblema, en el Salón del Automóvil de Washington de 2012.
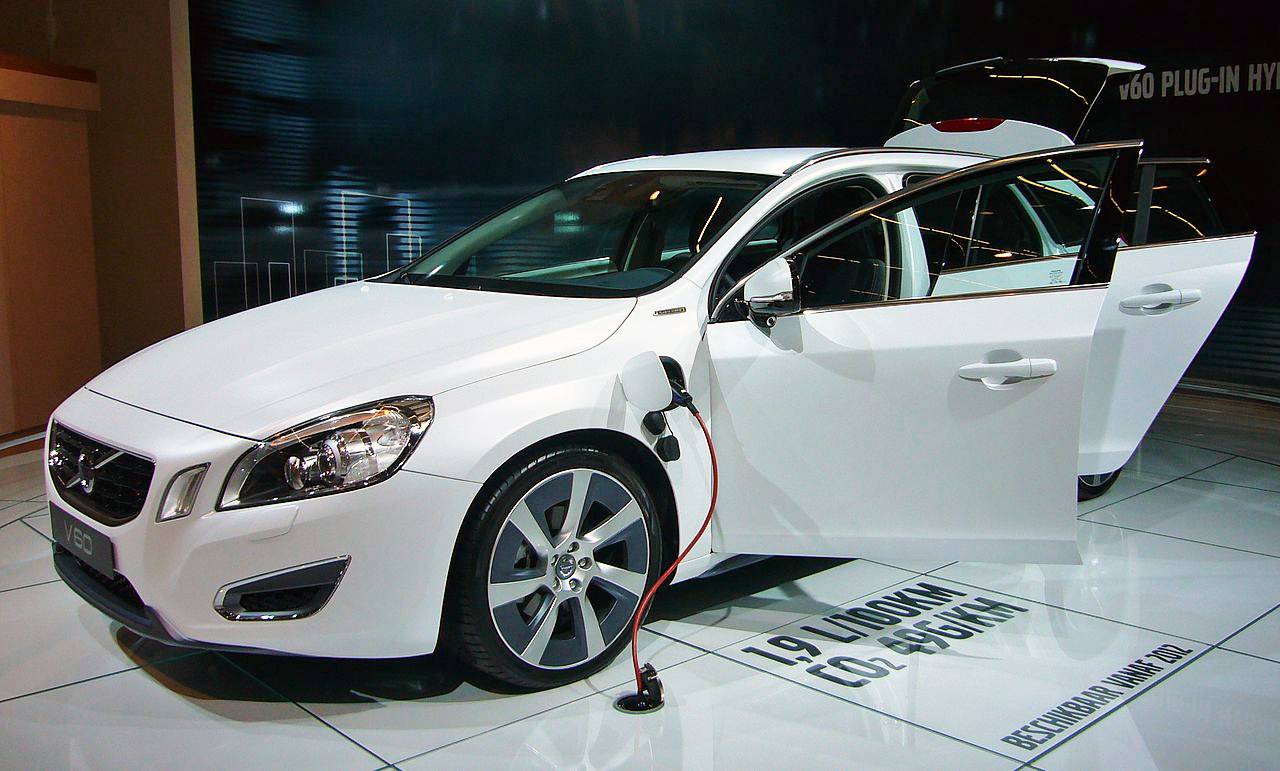
Volvo V60 Plug-in Hybrid.
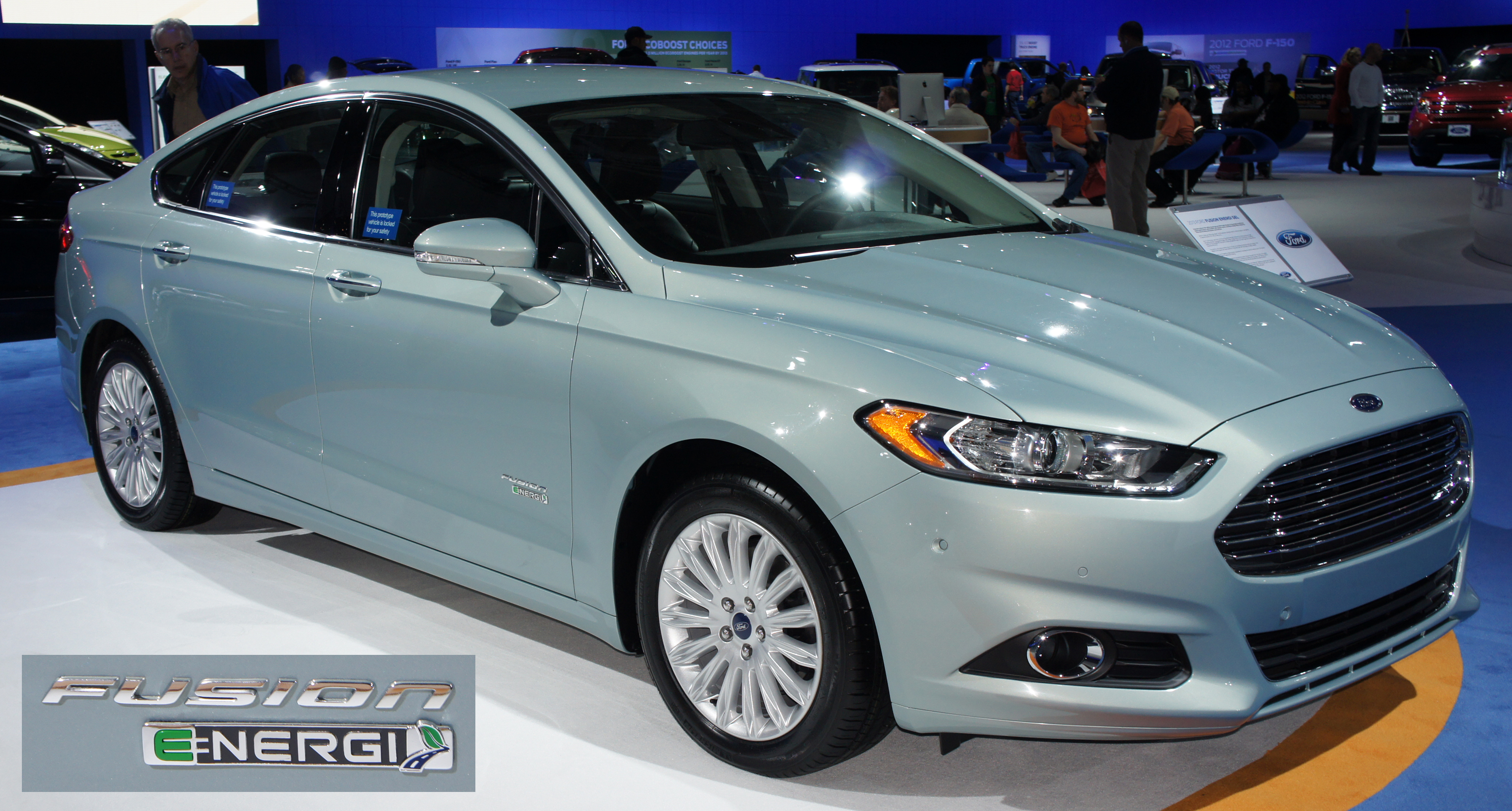
Ford Fusion Energi SEL de 2013 con emblema, en el Salón del Automóvil de Washington de 2012.

## Terminología

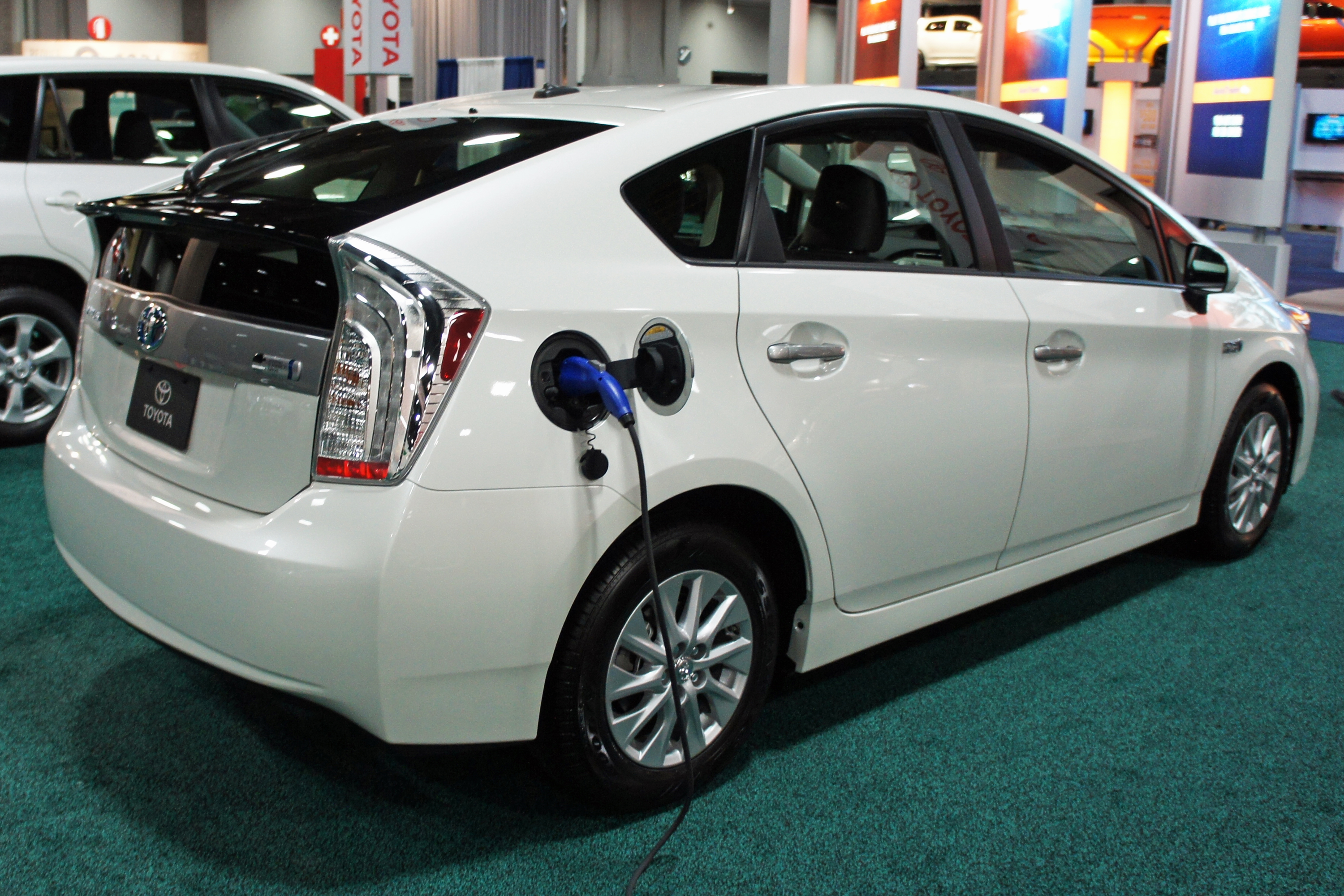
Versión de producción del Toyota Prius Plug-in en el Salón del Automóvil de Washington D. C. de 2012.

El rango exclusivamente eléctrico de un vehículo híbrido enchufable se designa como PHEV-[millas] o PHEV[kilómetros] donde el número representa la distancia que el vehículo puede viajar exclusivamente con la energía eléctrica proveniente de las baterías. Por ejemplo, un vehículo PHEV-20 puede viajar 20 millas (32 km) sin utilizar el motor de combustión interna. También puede ser designado como PHEV32km en el sistema métrico decimal.
El Acta de Seguridad e Independencia Energética de 2007 de los Estados Unidos, define un vehículo eléctrico enchufable cuyas características son:
- Obtiene su energía de propulsión de una batería con capacidad de por lo menos 4 kWh (14 MJ);
- Puede ser recargado de una fuente externa de electricidad para efectos de su poder de propulsión;[18][19] y
- Es un vehículo automotor ligero o tipo camioneta.

Estas características distinguen un PHEV de los híbridos disponibles en el mercado, los cuales no utilizan electricidad de la red de suministro eléctrico.
El Institute of Electrical and Electronics Engineers (IEEE) define a los PHEVs de forma similar a la ley estadounidense, pero también requiere que el vehículo híbrido eléctrico pueda viajar por lo menos 10 millas (16 km) en modo exclusivamente eléctrico (PHEV-10), sin consumir gasolina o diésel.

## Desventajas y ventajas

### Desventajas

#### Costo, durabilidad y seguridad de las baterías

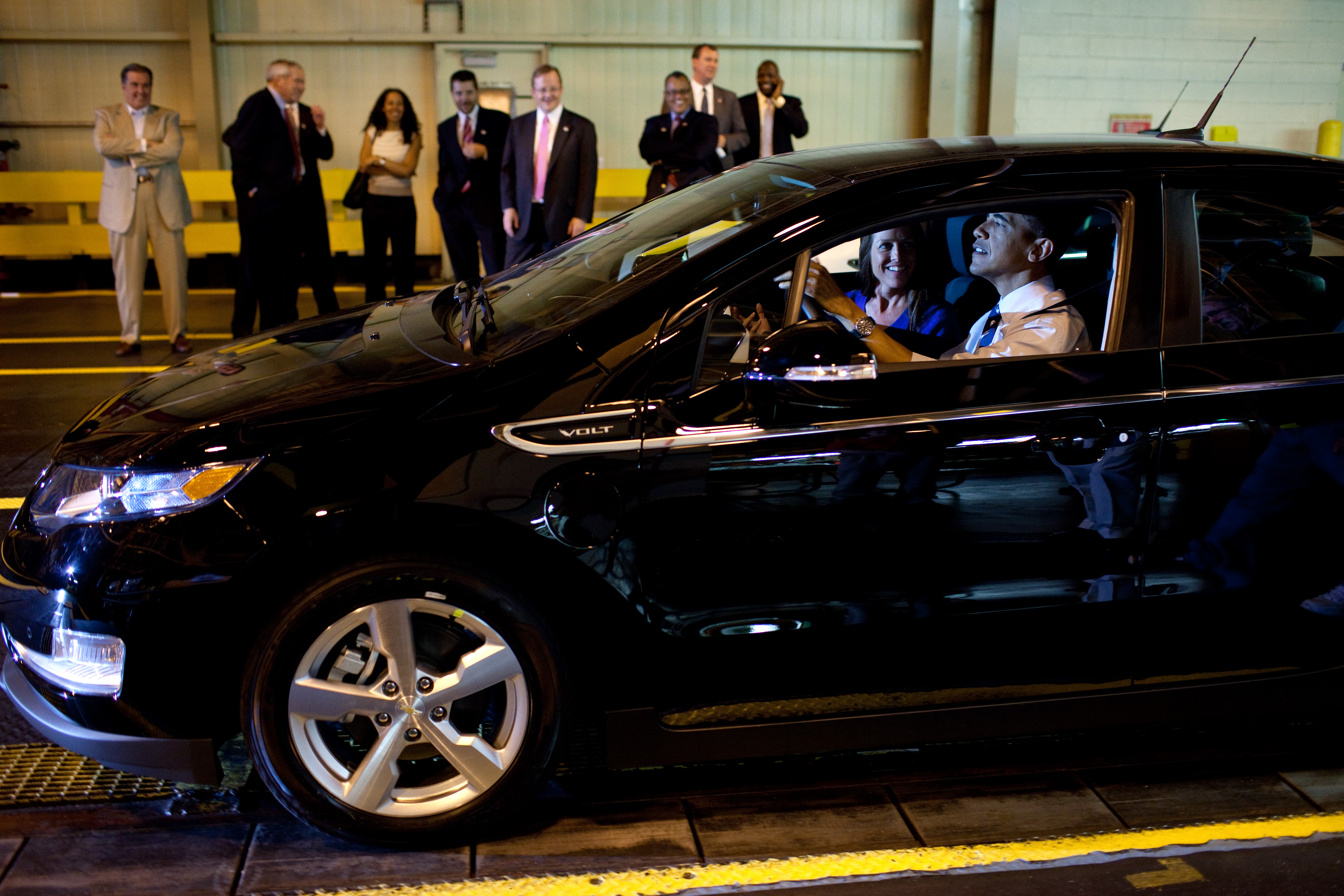
El presidente Barack Obama en un Chevrolet Volt durante su visita a la Planta de ensamblaje de General Motors en Detroit/Hamtramck (Míchigan).

Entre las principales desventajas de los vehículos híbridos enchufables están el costo adicional, el mayor tamaño del paquete de baterías y su peso adicional, así como su seguridad y durabilidad. Aunque se espera que el costo total de un híbrido enchufable se reduzca en el futuro cercano, en el caso del Chevrolet Volt, que sería lanzado al mercado de Estados Unidos a finales de 2010, se estimaba que el costo de la batería estaría entre US$10 000 (equivalente a $13 972 en 2023) y US$12 000 (equivalente a $16 767 en 2023), por lo que el precio de venta del vehículo se estimaba en alrededor de US$40 000 (equivalente a $55 889 en 2023). Además, el costo de la instalación de la estación de carga de las baterías en casa, se estimaba en alrededor de US$1500 (equivalente a $2123 en 2023).
Según los resultados de un estudio publicado en 2010 por el Consejo Nacional de Investigación de los Estados Unidos, el costo del paquete de baterías de ion de litio es de alrededor de US$1700 (equivalente a $2375 en 2023)/kWh de energía aprovechable y, considerando que un PHEV-10 cuyo alcance en modo 100% eléctrico es de 10 millas (16 km), requiere cerca de 2 kWh (7 MJ); y un PHEV-40 con un alcance de 40 millas (64 km), requiere alrededor de 8 kWh (29 MJ), el costo para el fabricante del paquete de baterías es de cerca de US$3000 (equivalente a $4192 en 2023) para el PHEV-10 y sube a US$14 000 (equivalente a $19 561 en 2023) para el PHEV-40. Según el mismo estudio, aunque para el año 2020 se espera una disminución del costo del paquete de baterías del 35%, la penetración de mercado de los PHEV sería baja debido a su relativo alto costo comparado con los vehículos convencionales y, en consecuencia, la investigación concluyó que no es de esperar que los híbridos enchufables reduzcan de forma significativa el consumo de petróleo ni las emisiones de CO2 antes de 2030, a menos que ocurra un avance radical en la tecnología para producir las baterías eléctricas.
| Tipo de Plug-in por alcance en modo 100% eléctrico | Modelo existente de producción similar | Tipo de tren motriz | Costo adicional para el fabricante comparado con un auto convencional del segmento D | Costo del paquete de baterías de ion de litio | Costo de las mejoras en el sistema eléctrico en el hogar | Ahorro esperado de gasolina comparado a un HEV | Ahorro anual de gasolina comparado con HEV |
| --- | -------------------------------------- | ------------------- | ------------------------------------------------------------------------------------ | --------------------------------------------- | -------------------------------------------------------- | ---------------------------------------------- | ------------------------------------------ |
| PHEV-10 | Toyota Prius Plug-in Hybrid            | En paralelo         | US$6300 (equivalente a $8803 en 2023)                                                | US$3300 (equivalente a $4611 en 2023)         | Más de US$1000 (equivalente a $1397 en 2023)             | 20%                                            | 70 galAm (265 litros)                      |
| PHEV-40 | Chevrolet Volt                         | En serie            | US$18 100 (equivalente a $25 290 en 2023)                                            | US$14 000 (equivalente a $19 561 en 2023)     | Más de US$1000 (equivalente a $1397 en 2023)             | 55%                                            | 200 galAm (757 litros)                     |
| Notas: (1) Considera un vehículo híbrido eléctrico con la tecnología del Toyota Prius, pero con un paquete de baterías más grande. El alcance en modo eléctrico del Prius Plug-in se estima en 14,5 millas (23,3 km) (2) Suponiendo un recorrido medio de 15 000 millas (24 100 km). |                                        |                     |                                                                                      |                                               |                                                          |                                                |                                            |

Según la misma investigación del Consejo Nacional de Investigación estadounidense, a pesar de que 1 kilómetro (0,6 milla) viajado con energía eléctrica es más barato que uno que utiliza gasolina, los ahorros en combustible durante la vida útil del vehículo no son suficientes para compensar el alto costo de compra de un híbrido enchufable; y se estimaba que tomaría décadas antes de que se alcance ese punto de equilibrio entre el costo inicial y los ahorros en costos de operación. Adicionalmente, se concluyó que es probable que se requieran cientos de miles de millones de dólares en subsidios e incentivo del gobierno para los Estados Unidos lograra una rápida penetración de mercado.
Las baterías fabricadas por Valence Technologies, que fueron utilizadas por Cal-Cars en las conversión de los primeros Toyota Prius a híbrido enchufable, tenían un precio de US$12 000 (equivalente a $16 767 en 2023). La firma A123 Hymotion también ofrecía la conversión de híbridos convencionales a enchufable por US$10 000 (equivalente a $13 972 en 2023), pero con una potencia inferior.

#### Disponibilidad de infraestructura para recargar

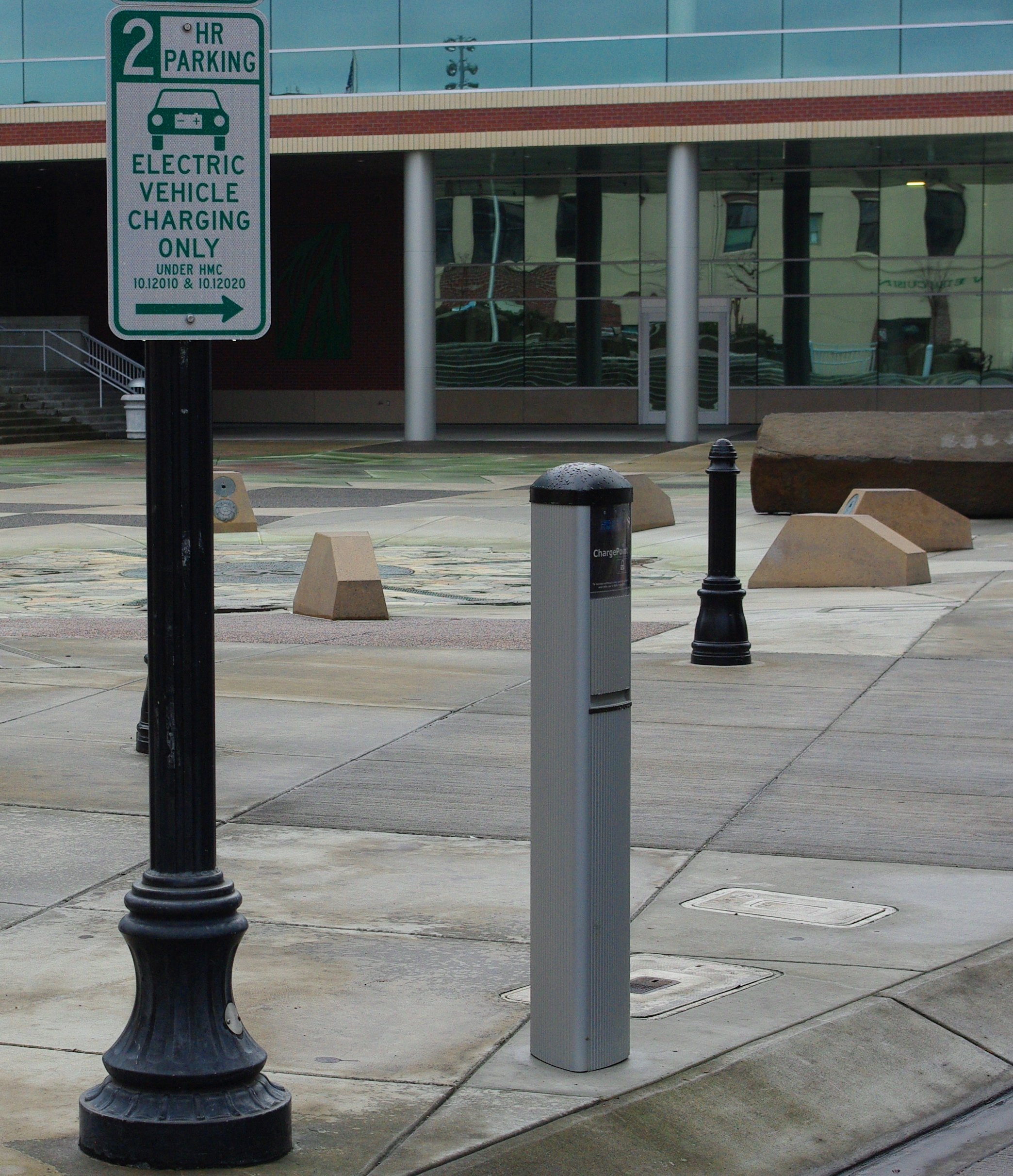
Puesto de recarga en la vía pública en Hillsboro (Oregón).

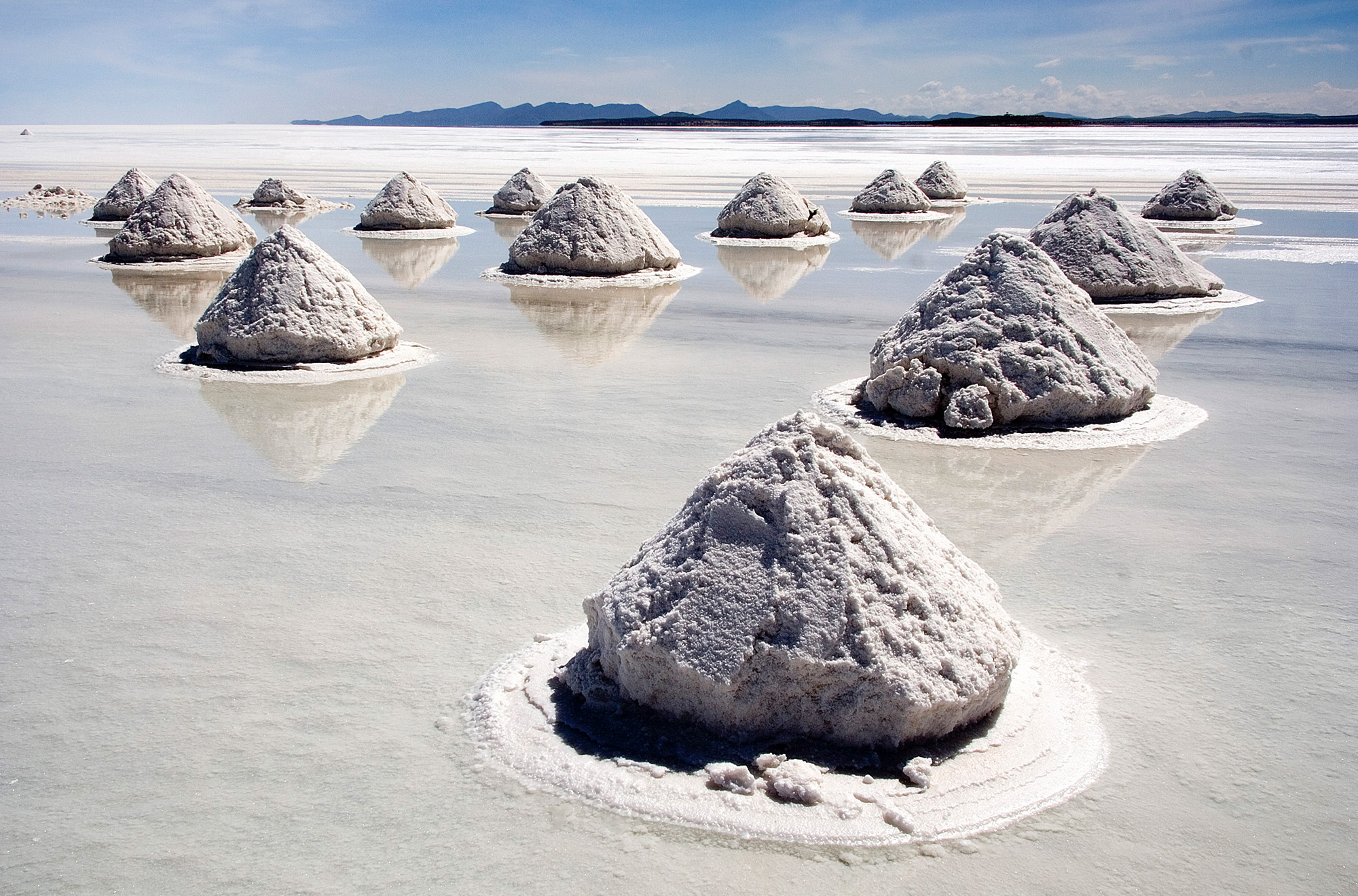
Montones de sal en el Salar de Uyuni, Bolivia en 2006. Este cuenta con una de las más grandes reservas de litio a nivel mundial.

Aunque la mayoría de autores supone que los vehículos híbridos enchufables serán recargados durante la noche en el garaje de sus casas, muchas personas viven en apartamentos, inmuebles en condominio, dormitorios y residencias en centros urbanos que no cuentan con garaje propio. De este modo, quienes estacionan habitualmente su vehículo en el espacio público no cuentan con acceso a enchufes para recargar las baterías durante la noche. Además, aun quienes tienen un garaje en casa, eventualmente podría necesitar recargar en su lugar de trabajo o en los estacionamientos de centros comerciales y otros lugares públicos. Por este motivo y para aprovechar al máximo la capacidad de los PHEVs de operar en modo exclusivamente eléctrico, es necesario que las ciudades cuenten con estaciones públicas de recarga, así como los estacionamientos de los lugares de trabajo, públicos o privados y los estacionamientos de establecimientos comerciales. Sin embargo, esta infraestructura que era casi inexistente, requeriría inversiones por parte de los gobiernos y empresas privadas.
Algunas ciudades de California y Oregón, en particular San Francisco (California), así como otras ciudades vecinas del Área de la Bahía de San Francisco y del Silicon Valley, lo mismo que algunas empresas como Google y Adobe, ya cuentan con estaciones públicas de recarga y tenían planes de ampliar a corto plazo el número de estaciones disponibles, tanto para uso de vehículos 100% eléctricos como híbridos enchufables. En el caso de Google, su campus principal cuenta con 100 estaciones de recarga para una flota de híbridos que fue convertida a enchufables y puesta a disposición de sus empleados bajo la modalidad de servicio compartido. La energía eléctrica es generada por paneles solares y este programa piloto está siendo detalladamente monitoreado, con los resultados disponibles en el sitio web de la empresa. RechargeIT es un programa de Google.org, una fundación sin fines de lucro creada por Google.

#### Emisiones de carbono debidas al tipo de electricidad
Aunque los híbridos enchufables no utilizan combustible fósil durante su operación en modo exclusivamente eléctrico, las reducciones en emisiones de carbono serán posibles solamente si las baterías han sido recargadas utilizando energía renovable, como la energía hidroeléctrica, solar o eólica. Sin embargo, en Estados Unidos, la mayoría de la electricidad es generada con carbón y gas natural, lo que reduce e inclusive podría aumentar las emisiones de gases de efecto invernadero de Estados Unidos.

#### Sobrecarga del sistema de suministro eléctrico
La red existente de suministro eléctrico, en particular los transformadores de las redes residenciales, no cuentan con capacidad para resistir la carga adicional que se generaría durante la noche si en un mismo barrio se conectan varios vehículos híbridos enchufables al mismo tiempo. Conforme aumente la penetración de mercado de los híbridos enchufables será necesario realizar inversiones para mejorar las redes de distribución local para atender la carga adicional de electricidad.

#### Disponibilidad de litio y otros metales raros
Con la tecnología actual basada en baterías de ion de litio y el uso de motores eléctricos, se espera que la demanda por litio, metales pesados y otros elementos raros, tales como neodimio, boro y cobalto, crecerá en forma significativa a medio y largo plazo. Las mayores reservas mundiales de litio y los otros metales se encuentran en países con gobiernos inestables u hostiles a los Estados Unidos y Europa, con lo cual se corre el riesgo de cambiar la dependencia del petróleo por la dependencia de estos otros metales.

### Ventajas

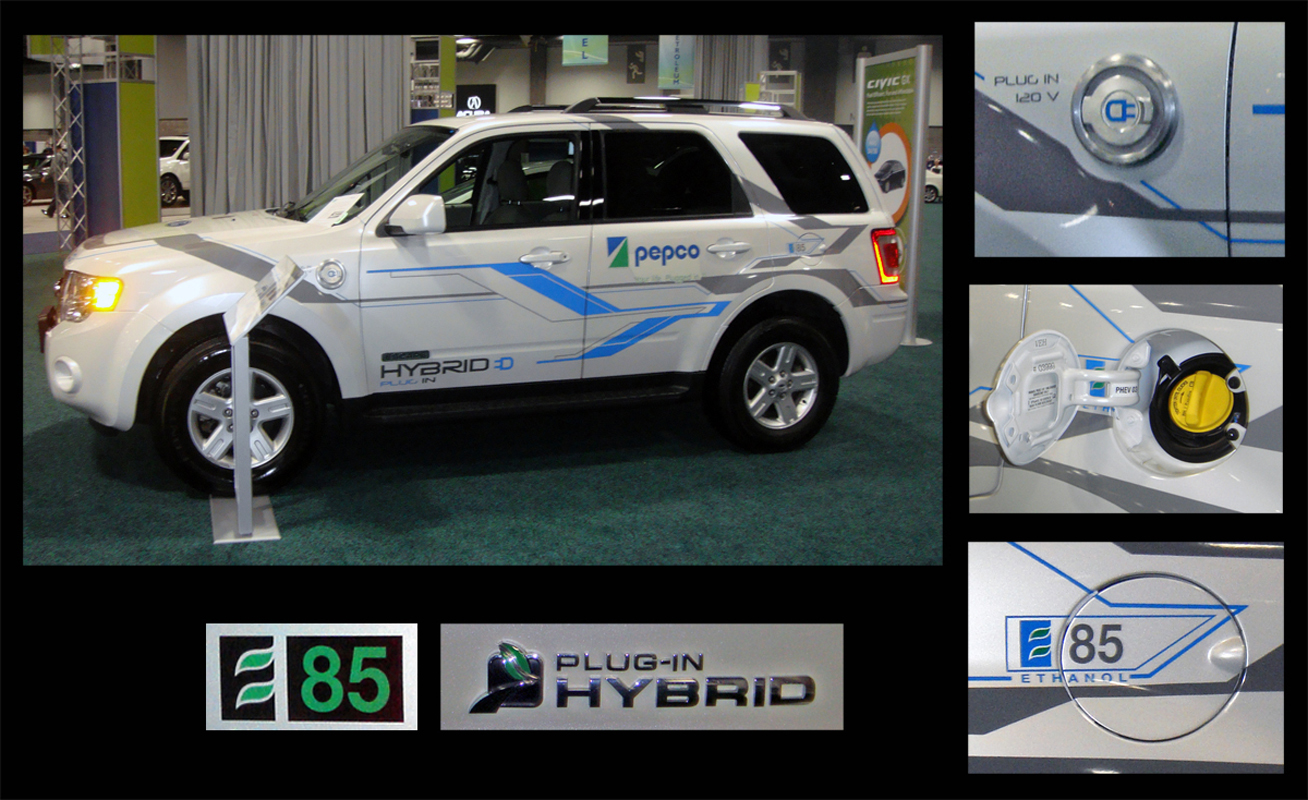
Vehículo de prueba Ford Escape Plug-in Hybrid es un híbrido enchufable de combustible flexible gasohol E85.

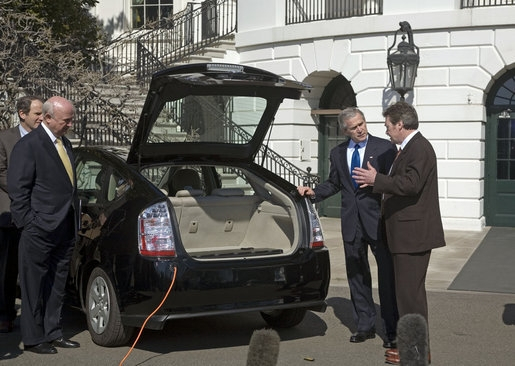
En febrero de 2007, el entonces presidente George W. Bush examina en el jardín de la Casa Blanca un Toyota Prius convertido a híbrido enchufable, con tecnología desarrollada por la empresa A123 Hymotion.

#### Costo de operación
El costo de la electricidad para operar un híbrido enchufable en modo exclusivamente eléctrico se estimaba que fuera menos de la cuarta parte del costo de la gasolina de un vehículo tradicional.
Por otra parte, se esperaba que la mayoría de los usuarios recargaran sus vehículos durante la noche, con lo cual se aprovecharían las horas de baja demanda del sistema de generación eléctrica, cuya producción tiene un costo menor.

#### Reducción de la contaminación y emisión de carbono
Comparado con vehículos convencionales, los híbridos enchufables reducen la contaminación atmosférica, la dependencia en el petróleo y los combustibles fósiles y las emisiones de gases de efecto invernadero. Estos beneficios se originan en el hecho de que los PHEVs no utilizan combustible fósil durante su operación en modo exclusivamente eléctrico, siempre y cuando las baterías hayan sido recargadas utilizando electricidad renovable.
Según las regulaciones de Alemania, han forzado a los fabricantes de dicho país a desarrollar vehículos enchufables y mejorar así su eficiencia energética, mientras que en Estados Unidos también se ha visto una aceleración en las actividades de puesta en marcha de estas tecnologías.
Adicionalmente, la combinación de la tecnología del híbrido eléctrico enchufable con motores de combustible flexible, que usen biocombustibles sustentables, tal como el etanol producido a partir de caña de azúcar, puede resultar en reducciones adicionales de emisiones de gases de efecto invernadero.

#### Eliminación del temor de agotar la batería
Una de las principales barreras para la adopción generalizada de los vehículos 100% eléctricos, es el temor de los propietarios de que la batería agote su carga antes de alcanzar su destino, denominado en inglés como "range anxiety". Los vehículos híbridos enchufables resuelven este problema debido a que cuentan con un motor que utiliza combustible convencional, el cual entra en funcionamiento en caso de que se agote la batería o, como en el caso del Chevrolet Volt, el motor de combustión interna funciona como generador que permite recargar la batería, ampliando así de forma significativa el alcance de los híbridos enchufables en comparación con los vehículos eléctricos.

## Remolque extensor de autonomía
Existe la posibilidad de convertir un vehículo eléctrico en híbrido enchufable utilizando un remolque extensor de autonomía.

## Ventas
La familia Volt/Ampera es el vehículo híbrido eléctrico enchufable más vendido en el mundo, con más de 70 000 unidades vendidas en América del Norte y Europa hasta enero de 2014. Las ventas del Volt son lideradas por los Estados Unidos, con 58 158 unidades vendidas hasta marzo de 2014. El siguiente cuadro muestra un resumen de los modelos híbridos enchufables de mayor venta por país desde la introducción del primer PHEV en diciembre de 2008:
| Ventas globales de vehículos híbridos eléctricos enchufables y los principales mercados por país o región entre diciembre de 2008 y enero de 2013 | Ventas globales de vehículos híbridos eléctricos enchufables y los principales mercados por país o región entre diciembre de 2008 y enero de 2013 | Ventas globales de vehículos híbridos eléctricos enchufables y los principales mercados por país o región entre diciembre de 2008 y enero de 2013 | Ventas globales de vehículos híbridos eléctricos enchufables y los principales mercados por país o región entre diciembre de 2008 y enero de 2013 | Ventas globales de vehículos híbridos eléctricos enchufables y los principales mercados por país o región entre diciembre de 2008 y enero de 2013                              | Ventas globales de vehículos híbridos eléctricos enchufables y los principales mercados por país o región entre diciembre de 2008 y enero de 2013                              | Ventas globales de vehículos híbridos eléctricos enchufables y los principales mercados por país o región entre diciembre de 2008 y enero de 2013                              |
| Modelo | Autonomía en modo eléctrico | Fecha de lanzamiento | Ventas globales | Principales mercados de venta | Principales mercados de venta | Principales mercados de venta |
| Modelo | Autonomía en modo eléctrico | Fecha de lanzamiento | Ventas globales | País | Ventas | Comentarios |
| --- | --- | --- | --- | --- | --- | --- |
| Chevrolet Volt/ Opel Ampera/ Vauxhall Ampera | 35 millas (56,3 km) | Diciembre de 2010 | Más de 40,000 | Estados Unidos | 32,598 | Chevrolet Volts vendidos hasta enero de 2013. |
| Chevrolet Volt/ Opel Ampera/ Vauxhall Ampera | 35 millas (56,3 km) | Diciembre de 2010 | Más de 40,000 | Países Bajos | 3,017 | 2,704 Amperas y 313 Volts vendidos hasta diciembre de 2012. |
| Chevrolet Volt/ Opel Ampera/ Vauxhall Ampera | 35 millas (56,3 km) | Diciembre de 2010 | Más de 40,000 | Canadá | 1,544 | Chevrolet Volts vendidos hasta enero de 2013. |
| Chevrolet Volt/ Opel Ampera/ Vauxhall Ampera | 35 millas (56,3 km) | Diciembre de 2010 | Más de 40,000 | Alemania | 1,117 | 1,069 Amperas y 48 Volts vendidos hasta diciembre de 2012. |
| Chevrolet Volt/ Opel Ampera/ Vauxhall Ampera | 35 millas (56,3 km) | Diciembre de 2010 | Más de 40,000 | Reino Unido | 597 | 544 Amperas y 53 Volts vendidos hasta noviembre de 2012. |
| Chevrolet Volt/ Opel Ampera/ Vauxhall Ampera | 35 millas (56,3 km) | Diciembre de 2010 | Más de 40,000 | Suiza | 391 | 273 Amperas y 118 Volts vendidos hasta diciembre de 2012. |
| | | | | | | |
| Toyota Prius Plug-in | 11 millas (17,7 km) | enero de 2012 | Más de 25,500 | Estados Unidos | 13,624 | Ventas hasta enero de 2013. |
| Toyota Prius Plug-in | 11 millas (17,7 km) | enero de 2012 | Más de 25,500 | Japón | 9,500 | Ventas hasta octubre de 2012. |
| Toyota Prius Plug-in | 11 millas (17,7 km) | enero de 2012 | Más de 25,500 | Unión Europea | 2,400 | Ventas hasta octubre de 2012. |
| | | | | | | |
| Ford C-Max Energi | 21 millas (33,8 km) | octubre de 2012 | 2,374 | Estados Unidos | 2,374 | Ventas hasta diciembre de 2012. |
| | | | | | | |
| BYD F3DM | 60 millas (96,6 km) | diciembre de 2008 | 2,279 | China | 2,279 | Ventas hasta diciembre de 2012. |
| | | | | | | |
| Fisker Karma | 32 millas (51,5 km) | noviembre de 2011 | Alrededor de 2,000 | Estados Unidos y Europa. Ventas hasta octubre de 2012. 183 unidades vendidas en Europa hasta octubre de 2012. 140 Karmas vendidos en los Países Bajos hasta diciembre de 2012. | Estados Unidos y Europa. Ventas hasta octubre de 2012. 183 unidades vendidas en Europa hasta octubre de 2012. 140 Karmas vendidos en los Países Bajos hasta diciembre de 2012. | Estados Unidos y Europa. Ventas hasta octubre de 2012. 183 unidades vendidas en Europa hasta octubre de 2012. 140 Karmas vendidos en los Países Bajos hasta diciembre de 2012. |
| | | | | | | |
| Ventas acumuladas desde diciembre de 2008 hasta enero de 2013                                                                                     | Ventas acumuladas desde diciembre de 2008 hasta enero de 2013                                                                                     | Ventas acumuladas desde diciembre de 2008 hasta enero de 2013                                                                                     | Más de 72,000 | Estados Unidos | Más de 50,000 | Ventas hasta enero de 2013. |
| Ventas acumuladas desde diciembre de 2008 hasta enero de 2013                                                                                     | Ventas acumuladas desde diciembre de 2008 hasta enero de 2013                                                                                     | Ventas acumuladas desde diciembre de 2008 hasta enero de 2013                                                                                     | Más de 72,000 | Japón | 9,500 | Ventas hasta octubre de 2012. |
| Ventas acumuladas desde diciembre de 2008 hasta enero de 2013                                                                                     | Ventas acumuladas desde diciembre de 2008 hasta enero de 2013                                                                                     | Ventas acumuladas desde diciembre de 2008 hasta enero de 2013                                                                                     | Más de 72,000 | Unión Europea | Más de 7,500 | Ventas hasta diciembre de 2012. |
| Ventas acumuladas desde diciembre de 2008 hasta enero de 2013                                                                                     | Ventas acumuladas desde diciembre de 2008 hasta enero de 2013                                                                                     | Ventas acumuladas desde diciembre de 2008 hasta enero de 2013                                                                                     | Más de 72,000 | China | Más de 2,200 | Ventas hasta diciembre de 2012. |
| Ventas acumuladas desde diciembre de 2008 hasta enero de 2013                                                                                     | Ventas acumuladas desde diciembre de 2008 hasta enero de 2013                                                                                     | Ventas acumuladas desde diciembre de 2008 hasta enero de 2013                                                                                     | Más de 72,000 | Canadá | Más de 1,500 | Ventas hasta diciembre de 2012. |